# Jurij Jakovlev

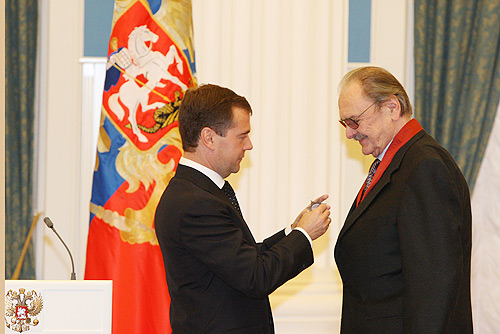
Jurij Jakovlev till höger med Dmitrij Medvedev

Jurij Jakovlev (ryska: Юрий Яковлев) född 25 april 1928, död 30 november 2013, var en sovjetisk och rysk skådespelare.
Jakovlevs karriär inleddes 1952 och han medverkade i många av Eldar Rjazanovs filmer. En av hans stora roller spelades i Leonid Gajdajs komedi Ivan den förskräcklige byter yrke (1973). 1976 erhöll han titeln "folkets artist i Sovjetunionen".

## Filmografi i urval
- 1967 – Anna Karenina
- 1973 – Ivan den förskräcklige byter yrke
- 1975 – Ödets ironi
- 1999 – Väst-öst